# Salto a la gloria
Salto a la gloria es una película dramática española   sobre la biografía de Santiago Ramón y Cajal estrenada en 1959, dirigida por León Klimovsky con un guion escrito por Vicente Escrivá y protagonizada por Adolfo Marsillach, que recibió algunos premios por su actuación. Los decorados fueron de Enrique Alarcón.

## Argumento
Trata sobre la biografía de Santiago Ramón y Cajal después de su retorno de Cuba en 1875. Abandonado por su chica, también tiene dificultades para dedicarse en la investigación. Consigue erradicar el cólera a Valencia, donde es catedrático, pero tiene que enfrentarse a la pobreza y a la incomprensión. Su principal descubrimiento, además, coincide con la pérdida de su hija.

## Reparto
- Adolfo Marsillach: Santiago Ramón y Cajal
- Asunción Sancho: Silveria
- José Marco Davó: Don Justo
- Isabel de Pomés: Madre de Santiago

## Premios y distinciones
| Certamen                                             | Categoría                                  | Película          | Resultado |
| ---------------------------------------------------- | ------------------------------------------ | ----------------- | --------- |
| Festival Internacional de Cine de San Sebastián 1959 | Premio Zulueta de interpretación masculina | Adolfo Marsillach | Ganador   |
| Medallas del CEC de 1960                             | Medalla del CEC al mejor actor             | Adolfo Marsillach | Ganador   |